# David (Bernini)
Il David è una scultura di Gian Lorenzo Bernini, eseguita tra il 1623 e il 1624 ed esposta nella Galleria Borghese di Roma.

## Storia

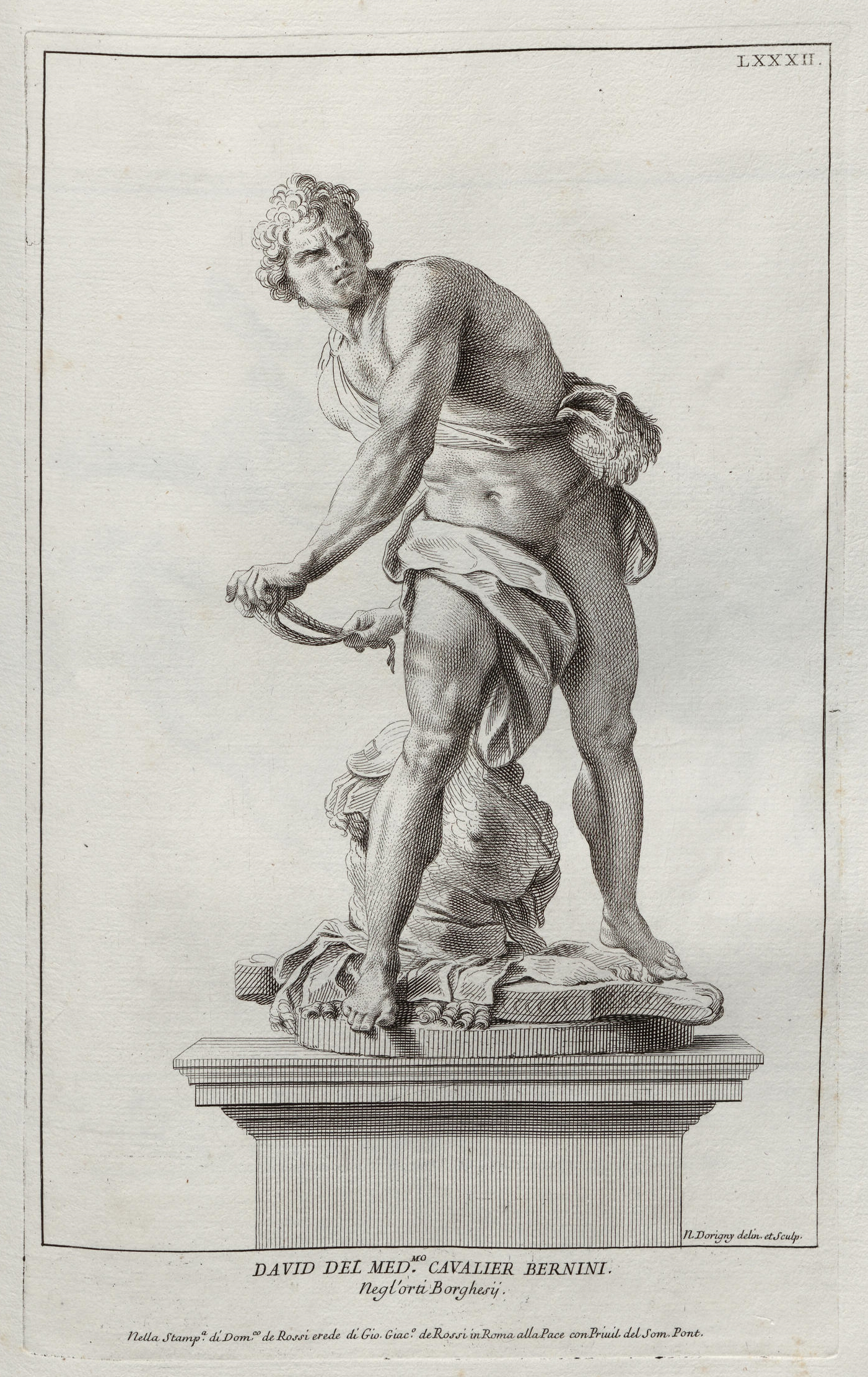
Nicolas Dorigny, Incisione del David di Bernini (1704)

Gian Lorenzo Bernini iniziò il David nel 1623 su commissione del cardinale Alessandro Peretti, che intendeva inserirla nel contesto scenografico del giardino della sua Villa Montalto. Morto quest'ultimo, la commissione dell'opera fu prontamente rilevata dal cardinale Scipione Caffarelli-Borghese, avido collezionista e abile scopritore di talenti artistici, che già nel maggio 1624 poté collocare il David ormai ultimato al piano terra della propria villa presso porta Pinciana, oggi sede della galleria Borghese. Già dopo la sua ultimazione l'opera fu notata da Filippo Baldinucci, che ne scrisse una profonda analisi:

## Descrizione
Bernini riprese un mito biblico già trattato da Donatello, Michelangelo Buonarroti, e Andrea Verrocchio. Proprio come fece Michelangelo, Bernini si distacca dall'iconografia tradizionale scegliendo di raffigurare David nell'istante che precede il lancio del sasso contro Golia, come osservato dal Baldinucci. 

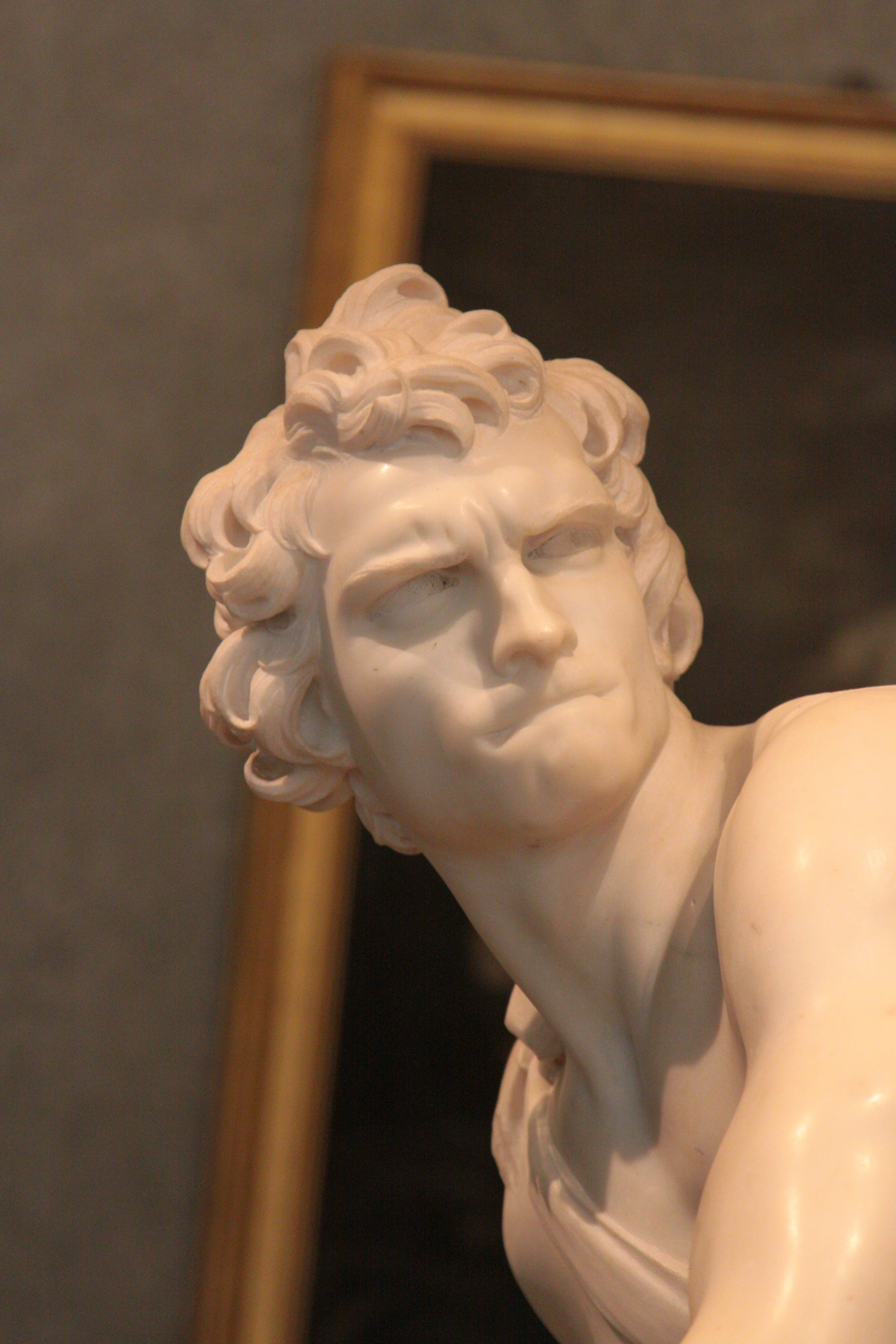
L'espressione corrucciata del David berniniano

È in questo modo che lo scalpello del Bernini diede vita a un'opera ricca di dinamismo, in pieno accordo con la poetica barocca. La grande concentrazione di David, in procinto di compiere un gesto che potrebbe cambiare completamente le sorti dello scontro, è infatti ribadita da numerosi dettagli, tutti attentamente studiati dal Bernini. Il volto dell'eroe ha un'espressione corrucciata nello sforzo di raccogliere le energie necessarie per scagliare la pietra, e le braccia sono contratte sulla fionda; lo sguardo è teso verso il bersaglio, mentre le labbra sono serrate per lo sforzo. L'aneddotica del tempo riporta inoltre che il volto del David costituirebbe in realtà un autoritratto del Bernini, che avrebbe fissato le proprie fattezze nel marmo guardando alla propria immagine riflessa in uno specchio, provvidenzialmente retto da Maffeo Barberini, futuro committente dell'artista.
La statua, inoltre, è impostata verso varie visuali, ciascuna delle quali serve a cogliere in modo diverso lo slancio rotatorio di David. Guardato di lato, l'eroe biblico rivela una certa instabilità, dovuta al caricamento della fionda; frontalmente, invece, la scena appare quasi congelata, sospesa nell'attimo in cui David prende la mira prima di scagliare il sasso. A prescindere dal punto di vista, tuttavia, il David si presta all'osservatore come un atleta che, nel pieno del suo sforzo fisico, rivela un «dinamismo che anima la pietra e la rende viva fino a farla palpitare» (Vittorio Sgarbi), messo in risalto dal gioco e di luci e di ombre generato dalla collocazione dell'opera e dalle condizioni ambientali della Galleria.
Ai piedi di David sono invece riposte la corazza di re Saul, lasciata cadere perché troppo pesante, e una cetra che verrà suonata dopo la vittoria: è significativo notare che lo strumento musicale termina con una testa d'aquila, un esplicito messaggio di esaltazione dinastica della famiglia di Scipione Caffarelli-Borghese, committente dell'opera.